# راه برنجی (تورنتو)

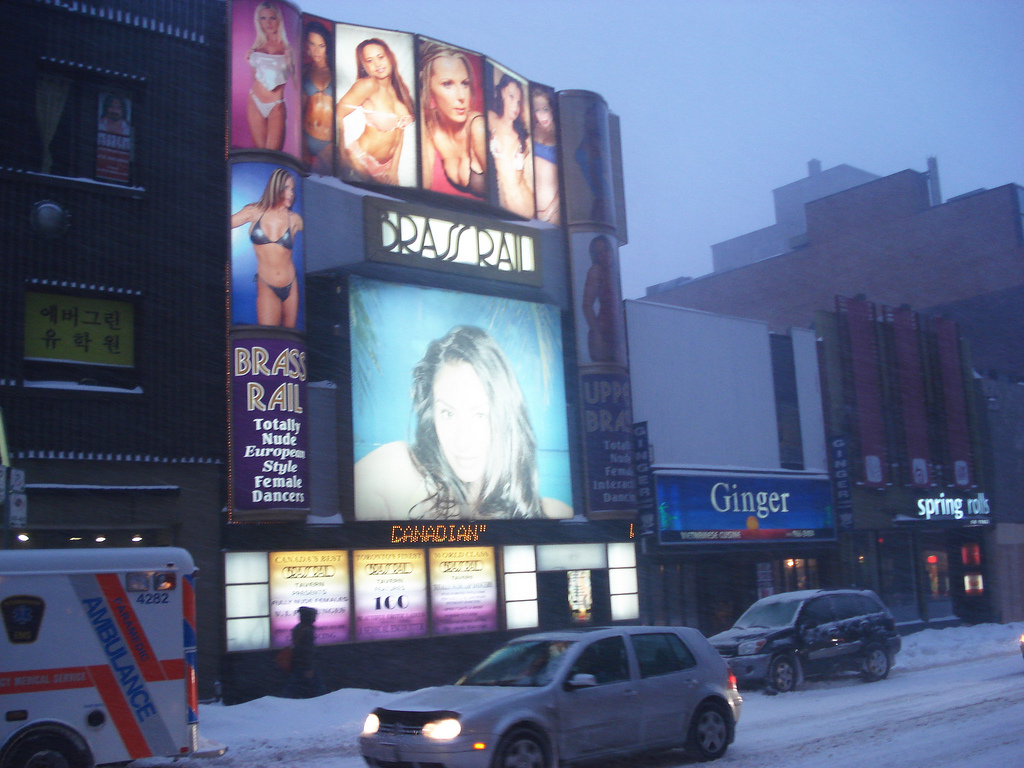
راه برنجی

راه برنجی(تورنتو) (به انگلیسی: Brass Rail) (آوایش انگلیسی: /bræs/re. ɪl/ ) معروف‌ترین باشگاه برهنگی در کشور کانادا محسوب می‌شود . این باشگاه در خیابان یونگ از محله بلور تورنتو قرار دارد ، محله بلور به خاطر جشنواره فیلم تورنتو و هتل‌های لوکس یورویل زبانزد است . سلبریتی‌هایی چون ساموئل جکسون ، چارلیز ترون ، الکس رودریگز ، کالین فارل کسانی بودند از این کلوپ برهنگی بازدید کرده‌اند پل شافر آهنگساز کار خود را از این کلوپ شروع کرد و توانست به معروفیت برسد . این باشگاه توانسته مجوز رقص برهنه لمیده را به دست بیاورد ، حتی ماجرای حقوقی سال ۱۹۹۹ با شکایت به دادگاه عالی کانادا به پیروزی برسد .